# Moriyama
Moriyama (Japans: 守山市, Moriyama-shi) is een havenstad aan het Biwameer in de prefectuur Shiga in Japan. De oppervlakte van de stad is 44,26 km² en begin 2009 had de stad ruim 75.000 inwoners.

## Geschiedenis

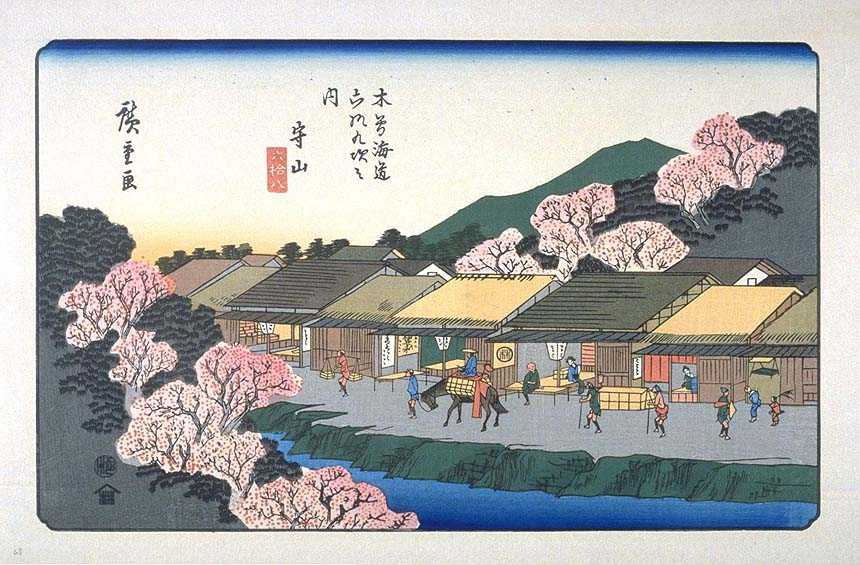
Nakasendō halteplaats Moriyama

In de Edoperiode was Moriyama een halteplaats (宿場町, Shukuba-machi) aan de Nakasendō.
Moriyama werd op 1 februari 1904 een gemeente (chō).
Verschillende dorpen werden door de gemeente Moriyama geabsorbeerd:
- 10 juli 1941 Shinobe (物部村, Shinobe-mura);
- 15 januari 1955 Hayano (速野村, Hayano-mura), Kawanishi (河西村, Kawanishi-mura), Otsu (小津村, Otsu-mura) en Tamatsu (玉津村, Tamatsu-mura);
- 1 maart 1957 Nakasu (中洲村, Nakasu-mura).

Moriyama werd op 1 juli 1970 erkend als stad (shi).

## Verkeer
Moriyama ligt aan de Tōkaidō-hoofdlijn (dit deel van de hoofdlijn wordt ook wel Biwako-lijn genoemd) van de West Japan Railway Company.
Tussen Moriyama en Ōtsu ligt een brug over het Biwameer.
Moriyama ligt aan autoweg 477 (richting Yokkaichi (Mie) en richting Ikeda (Osaka))

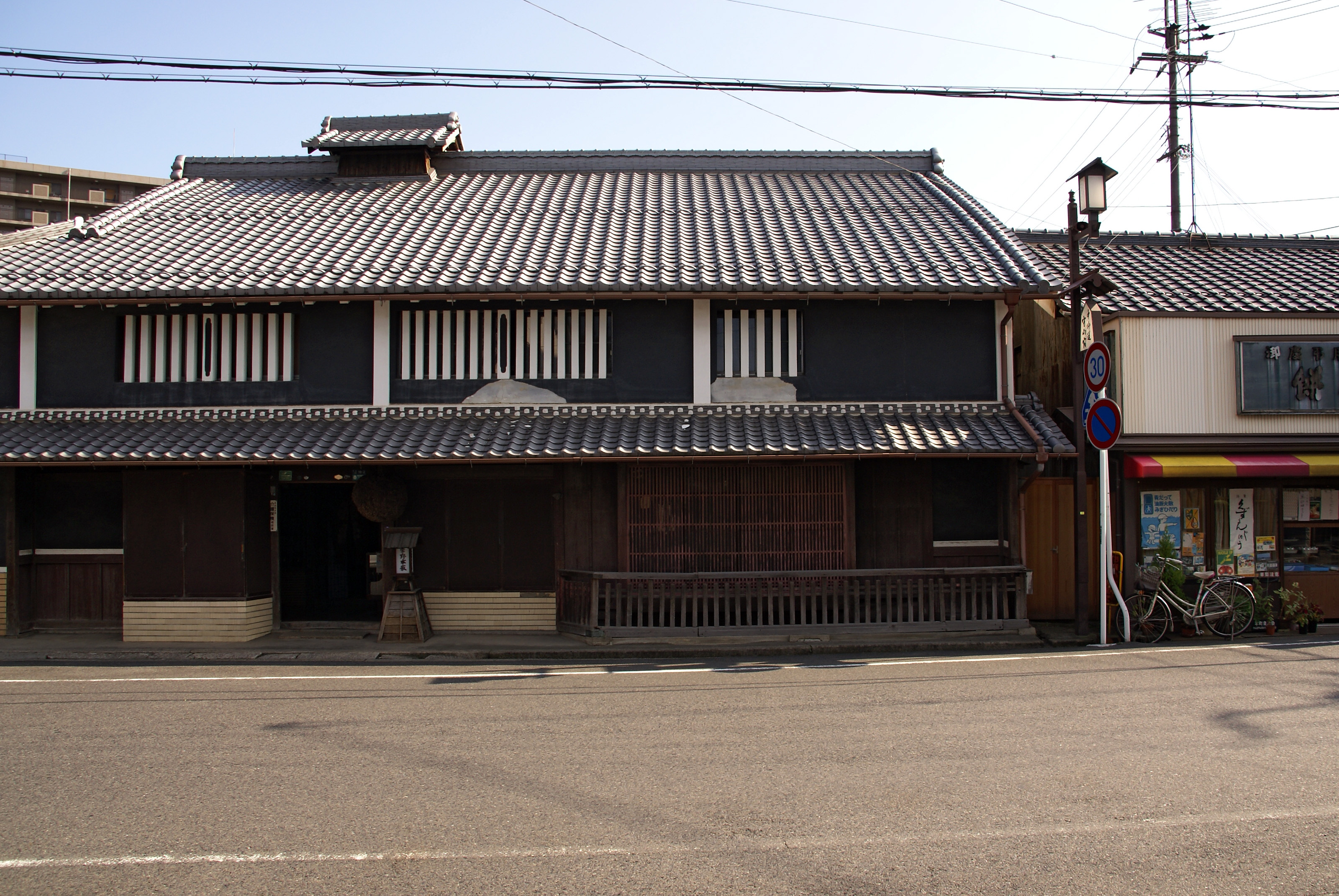
Nakasendō halteplaats Moriyama

## Bezienswaardigheden
- Katsube-jinja
- Nakasendō halteplaats Moriyama

## Stedenband
Moriyama heeft een stedenband met
- Adrian (Michigan), Verenigde Staten
- Gongju, Zuid-Korea
- Kauai (Hawaï), Verenigde Staten

## Aangrenzende steden
- Kusatsu
- Yasu
- Rittō

## Geboren in Moriyama
- Sosuke Uno (宇野 宗佑, Uno Sōsuke), Minister-president van Japan